# Elektryczny model kosmosu

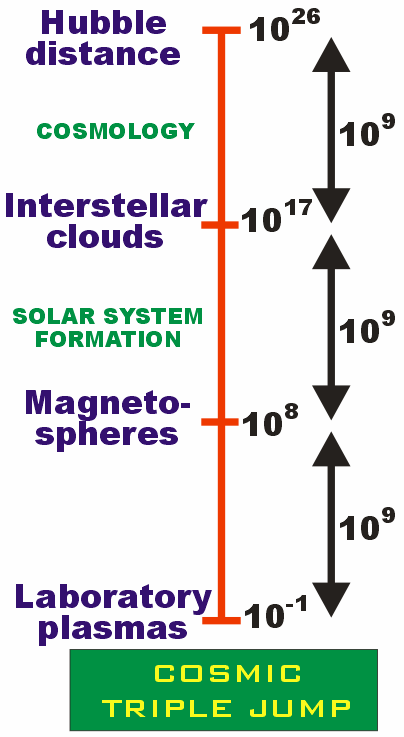
Hannes Alfvén użył skalowania wyników laboratoryjnych do ekstrapolowania ich do skali wszechświata. Przeskalowanie o czynnik 10^{9} pozwoliło na ekstrapolację do magnetosfery, następny skok ekstrapoluje warunki w skali galaktycznej a trzeci – długości Hubble'a.

Elektryczny model kosmosu (określany także jako plazmo-kosmologia) – niestandardowy model kosmologiczny, którego głównym postulatem jest, że dynamika zjonizowanego gazu (plazmy) gra istotną rolę we wszechświecie.
Teoria ta została zaproponowana przez Ralpha Juergensa w ramach koncepcji związanych z elektrycznym Słońcem i rozwijana obecnie m.in. przez pracującego w Niemczech węgierskiego fizyka László Körtvélyessya, australijskiego fizyka Wallace Thornhilla, Dona Scotta, Anthony’ego Peratta i Erica Lernera.
Elektryczny model kosmosu nie jest uznawany za zgodny z rzeczywistością przez większość naukowców. Większość kosmologów i astrofizyków stoi na stanowisku, że ciała astronomiczne i struktury we wszechświecie można opisać przede wszystkim za pomocą grawitacji, Ogólnej teorii względności Einsteina i mechaniki kwantowej, oraz że wyjaśniają one początki i ewolucję wszechświata.
Niektóre główne koncepcje dotyczące kosmologii plazmy przypisuje się Hannesowi Alfvénowi, który dostał w 1970 Nagrodę Nobla za swoją pracę nad magnetohydrodynamiką (MHD). Potem Alfvén zaproponował, aby wykorzystać skalowalność plazmy do ekstrapolacji rezultatów i obserwacji otrzymanych w laboratorium o wiele rzędów wielkości, aż do największych obserwowalnych obiektów we wszechświecie (patrz: ramka).
Na początku XX wieku norweski naukowiec Kristian Birkeland przeprowadził wiele eksperymentów i badań nad elektrycznością. Jest autorem akceptowanej powszechnie teorii elektrycznej natury zorzy polarnej. Eksperymenty laboratoryjne skłoniły go do wysnucia hipotezy m.in. o elektrycznej naturze Słońca, komet i pierścieni planetarnych.
W początku lat pięćdziesiątych, Fermi i Chandrasekhar stworzyli hipotezę o zakrzywieniu ramion galaktyk spiralnych wskutek działania pola magnetycznego. W latach sześćdziesiątych Hannes Alfven postawił tezę, że zjawiska elektromagnetyczne są podstawowym mechanizmem zjawisk fizycznych w kosmosie odgrywając większą rolę niż grawitacja (Peratt, Lerner). Obecnie model plazmo-kosmologii zakłada, że cały Wszechświat wypełniają strumienie energii, które w postaci prądu elektrycznego przenoszone są w strumieniach plazmy.
Termin Elektryczny model kosmosu jest czasami używany jako synonim kosmologii plazmy, którą określa się ewolucję plazmy we wszechświecie.

## Alfvén i plazma kosmiczna
W przeciwieństwie do elektrycznego modelu kosmosu, fizyka plazmy jest akceptowana, jako mająca zastosowanie w opisie wielu zjawisk astrofizycznych. Uważa się, że większość materii we wszechświecie jest zjonizowana lub występuje w postaci plazmy, która to plazma może wytwarzać pola magnetyczne.
Hannes Alfvén w latach 1960 zasugerował, że plazma pełni bardzo istotną funkcję we wszechświecie. Twierdził również, że siły elektromagnetyczne oddziałują na międzyplanetarne i międzygwiezdne cząstki naładowane znacznie silniej niż grawitacja.
Alfvén teoretyzował, że prądy Birkelanda (oznaczające tutaj prądy w kosmicznej plazmie, które płyną równolegle do linii pola magnetycznego) są odpowiedzialne za powstawanie wielu włóknistych struktur. Według niego galaktyczne pole magnetyczne oraz powiązane z nimi powłoki prądowe, o natężeniu 1017 do 1019 amperów mogą powodować koncentrowanie się obłoków międzygwiezdnych, mogą nawet stanowić główny mechanizm skupiania, inicjując formowanie się gwiazd. Według obecnej standardowej wiedzy pole magnetyczne utrudnia kolaps, a wielkoskalowe prądy Birkelanda nie zostały zaobserwowane. Przewiduje się również, że długość skali neutralności ładunków jest znacznie mniejsza od skali kosmologicznej.

## Model Alfvéna-Kleina
W latach 60. wprowadzona została teoria plazmowej kosmologii, której autorami byli Hannes Alfvén, Oskar Klein oraz Carl-Gunne Fälthammar. Szczególnie dużą rolę odegrała w niej książka Alfvéna z 1966 Worlds-Antiworlds. W 1971 Klein poszerzył zawarte w niej propozycje i rozwinął tak zwany „model Kleina-Alfvéna”. W modelu tym wszechświat zbudowany jest z takiej samej ilości materii i antymaterii, rozdzielonymi granicami wyznaczonymi przez kosmiczne pola elektromagnetyczne, uformowane przez plazmową warstwę podwójną, będącą cienkim regionem dwóch powłok ładunków elektrycznych o przeciwnym znaku. Interakcje pomiędzy tymi oddzielonymi strefami wytwarzałyby promieniowanie, a ono z kolei wytwarzałoby plazmę. Alfvén wprowadził termin ambiplazma dla plazmy złożonej z materii i antymaterii, a warstwy podwójne byłyby zbudowane właśnie z niej. Według Alfvéna taka ambiplazma byłaby względnie trwałym tworem, jeżeli komponenty nie byłyby zbyt rozgrzane lub zbyt rozrzedzone, aby się wzajemnie szybko zanihilować. Warstwy podwójne zapewniałyby odpychanie się chmur przeciwnego rodzaju, tworząc jeszcze większy region materii i antymaterii. Idea ambiplazmy rozwinęła się potem w ideę ciężkiej ambiplazmy (protony i antyprotony) oraz lekkiej (elektrony – pozytony).
Model kosmologiczny Alfvéna-Kleina został zaproponowany jako częściowe wytłumaczenie asymetrii barionowej we wszechświecie, począwszy od początkowego założenia o całkowitej symetrii pomiędzy materią i antymaterią. Według Alfvéna i Kleina, ambiplazma w naturalny sposób tworzy osobne grupy materii i antymaterii, które rozszerzają się w miarę następowania anihilacja materii i antymaterii w warstwach podwójnych na ich granicach. Doszli do wniosku, że musimy po prostu być w jednej z grup, w której jest akurat więcej barionów niż antybarionów, co wyjaśniałoby asymetrię. Pakiety lub bąble materii lub antymaterii rozszerzałyby się z powodu anihilacji na ich granicach, co według Alfvéna może być możliwym wyjaśnieniem obserwowanej ekspansji wszechświata, która byłaby zaledwie tymczasowym etapem znacznie dłuższego procesu. Alfvén postulował, że wszechświat istniał zawsze, powołując się przy tym na zasadę przyczynowości. Odrzucał modele creatio ex nihilo, takie jak Wielki Wybuch, jako ukrytą formę kreacjonizmu. Zasugerował również, że eksplozja warstwy podwójnej może być wytłumaczeniem dla takich zjawisk jak promieniowanie kosmiczne, rozbłyski rentgena oraz rozbłyski gamma.
W roku 1993 kosmolog teoretyk Jim Peebles skrytykował model Kleina (1971) oraz książkę Alfvéna Worlds-Antiworlds, pisząc, że „nie ma możliwości, aby wyniki były zgodne z jednorodnością mikrofalowego promieniowania tła i tła rentgenowskiego”. W swojej książce stwierdził również, że model Alfvéna nie przewiduje prawa Hubble’a, pierwotnej nukleosyntezy lub istnienia mikrofalowego promieniowania tła. Dalszą trudnością modelu ambiplazmy jest anihilacja, która powinna wytwarzać wysokoenergetyczne fotony, których nie zarejestrowano w przewidzianej ilości. Chociaż istnieje możliwość, że lokalny bąbel materii jest po prostu większy od widzialnego wszechświata, to nie sposób tego zweryfikować.

## Galaktyki i kwazary
Winston H. Bostick przeprowadzał w latach 1950 eksperymenty z odparowywaniem przewodów tytanowych, przepuszczając przez nie prąd o natężeniu 10000 amperów, co zamieniało je w plazmę. „Było to pierwsze wytworzenie w laboratorium spiralnych struktur z oddziałujących ze sobą plazmoidów, oraz odnotowanie uderzającego ich podobieństwa do galaktycznych odpowiedników.”. Bostick stwierdził, że skalowalność plazmy zastosowana do tych eksperymentów pokazuje, że galaktyki powstają z plazmy będącej pod wpływem pola magnetycznego.
Spostrzeżenia te zostały potwierdzone na drodze symulacji komputerowej przez Anthony’ego Peratta w latach 1980, gdzie również otrzymano kształty podobne do galaktyk, przy czym ich krzywa rotacji pokrywała się z obserwowaną, bez potrzeby wprowadzania ciemnej materii. Jedna z symulacji pokazywała przekrój przez dwa włókna plazmy złączające się w skurczu zeta. Włókna były początkowo oddalone od siebie o 300 000 lat świetlnych i przenosiły prąd Birkelanda o natężeniu 1018 amperów. Inne symulacje pokazały dżety wyrzucane z centralnej części obłoku materii, odtwarzające zachowanie kwazarów i aktywnych galaktyk, bez potrzeby wprowadzania supermasywnych czarnych dziur, wymaganych w modelu bazującym na grawitacji. Wydłużony czas symulacji pokazał również: „tranzyt podwójnych radiogalaktyk w radiokwazary, a potem w galaktyki nieaktywne radiowo QSO. Następnym ogniwem były galaktyki osobliwe i galaktyki Seyferta, które kończyły jako galaktyki spiralne.”. Płaskie krzywe rotacji galaktyk, które skłoniły fizyków do wprowadzenia ciemnej materii występowały w sposób naturalny w galaktykach modelowanych elektromagnetyzmem.
Uzupełnieniem symulacji przeprowadzonych przez Peratta jest model analityczny mechaniki plazmowej kwazarów, autorstwa Erica Lernera. Zaprzecza on standardowemu modelowi kwazarów, według którego są one zasilane przez supermasywne czarne dziury. Skupiacz gęstej plazmy (ang. DPF), urządzenie wykorzystujące do koncentrowania mocy tę samą zasadę, jaką zaproponował Lerner dla kwazarów, jest jedną z możliwych dróg do otrzymania kontrolowanej fuzji nuklearnej na Ziemi.

## Dalszy rozwój
Podczas gdy elektryczny model kosmosu jest odrzucany przez większość astronomów i fizyków, paru badaczy plazmy kontynuuje propagowanie oraz rozwijanie związanych z nim idei, publikując głównie w czasopiśmie „Transactions on Plasma Science”, należącym do IEEE. Dodatkowo w roku 1991 Eric J. Lerner, niezależny badacz plazmy i fuzji nuklearnej, napisał popularnonaukową książkę wstawiającą się za kosmologią plazmy: The Big Bang Never Happened.